# Chrást (Plzeň)
Chrást é uma comuna checa localizada na região de Plzeň, distrito de Plzeň-město.